# Hút mật họng tím
Hút mật họng tím hay Hút mật bụng vàng, Hút mật lưng ô liu (danh pháp hai phần: Cinnyris jugularis) là một loài chim thuộc Họ Hút mật. Loài này phân bố từ Đông Nam Á đến Úc.

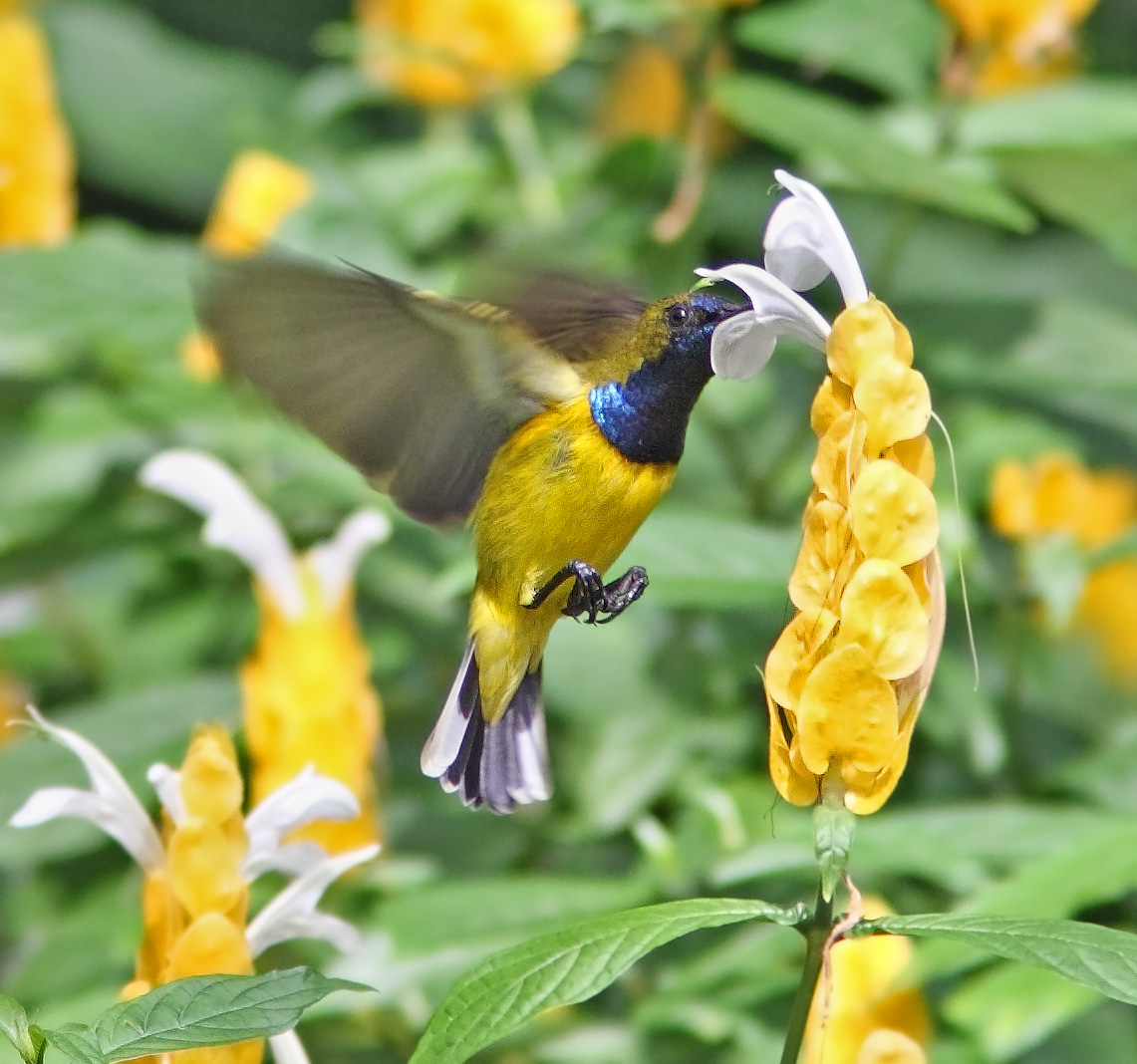
Con trống bay trong khi ăn

Hút mật họng tím là một nhóm rất nhỏ của Bộ Sẻ Cựu Thế giới với thức ăn chủ yếu là mật ong, mặc dù họ chúng cũng ăn côn trùng, đặc biệt là khi nuôi con non. Chú nhanh chóng và trực tiếp bằng đôi cánh ngắn. Hầu hết các loài có thể lấy mật hoa bằng cách bay lơ lửng, nhưng thường là đậu để ăn trong phần lớn thời gian.